# Estadio 23 de Agosto
Das Estadio 23 de Agosto (deutsch Stadion des 23. August) ist ein Fußballstadion in der argentinischen Stadt San Salvador de Jujuy. Der Fußballverein Gimnasia y Esgrima de Jujuy trägt hier seine Heimspiele aus.
Die Anlage wurde am 18. März 1973, mit der Partie Gimnasia de Jujuy gegen Vélez de Catamarca (2:0), offiziell eröffnet und fasst heute 23.200 Zuschauer.